# Gočaltovo
Gočaltovo (ungarisch Gacsalk) ist eine Gemeinde im Osten der Slowakei mit 209 Einwohnern (Stand 31. Dezember 2024), die zum Okres Rožňava, einem Teil des Košický kraj, gehört und in der traditionellen Landschaft Gemer liegt.

## Geographie
Die Gemeinde befindet sich im nordwestlichen Teil des Slowakischen Karsts, im Tal des Baches Gočaltovský potok im Einzugsgebiet des Štítnik und weiter der Slaná. Das Ortszentrum liegt auf einer Höhe von 373 m n.m. und ist 18 Kilometer von Rožňava entfernt.
Nachbargemeinden sind Štítnik im Norden, Nordosten und Osten, Rozložná im Süden, Jelšava im Westen und über ein Viereck Ochtiná im Nordwesten.

## Geschichte

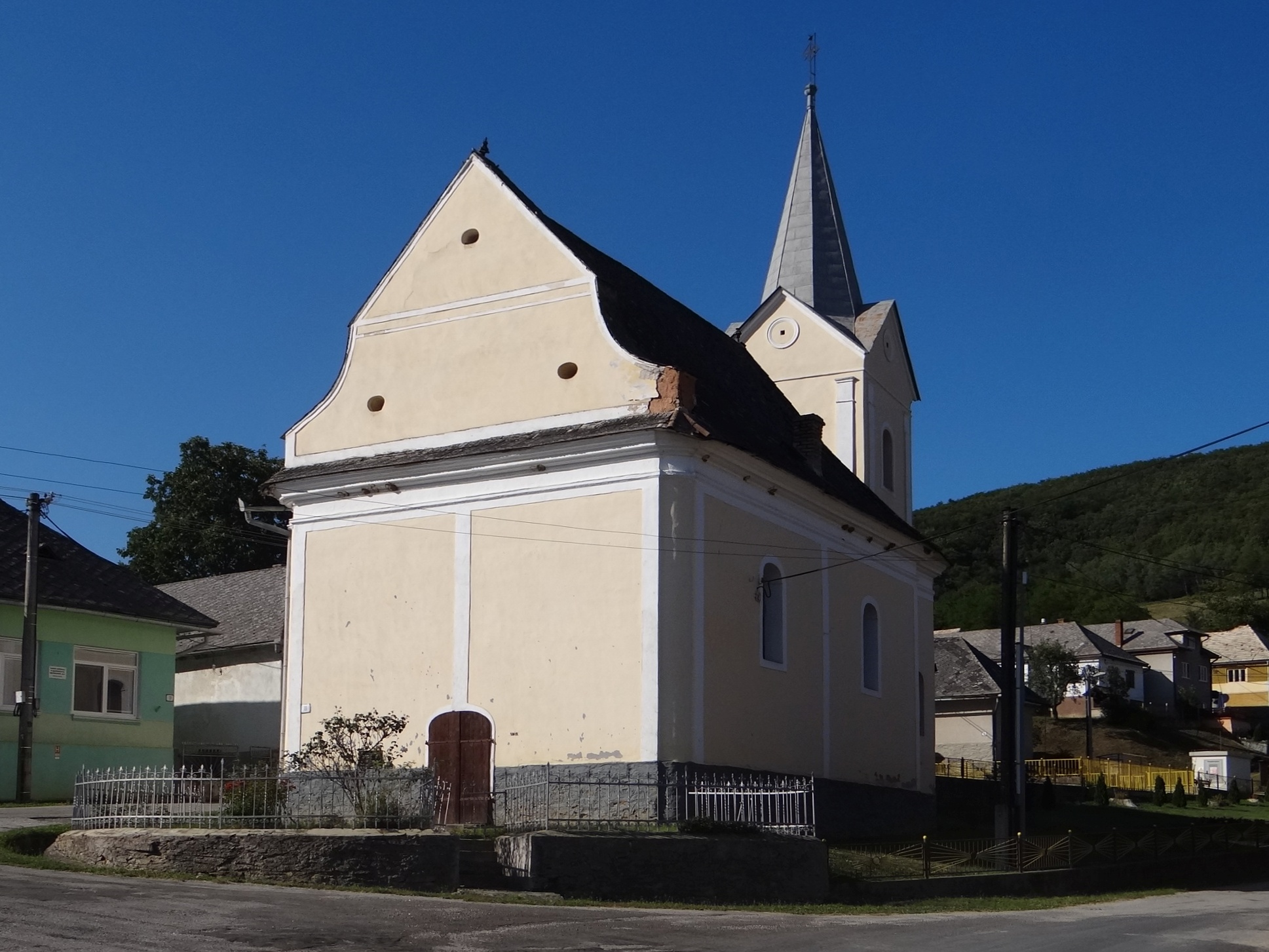
Evangelische Kirche

Gočaltovo wurde zum ersten Mal 1318 als Chocholk schriftlich erwähnt, weitere historische Bezeichnungen sind unter anderen Gachakfalva (1346), Goczaltovo (1580) und Gočáltow (1808). Das Dorf entstand in der zweiten Hälfte des 13. Jahrhunderts durch Ausgliederung aus der Gemeinde Štítnik als Bergwerkssiedlung und war Besitz des Geschlechts Bebek, ab der zweiten Hälfte des 16. Jahrhunderts gehörten die Ortsgüter verschiedenen Familien. 1427 wohnten hier 25 Untertanenfamilien. Die Einwohner waren als Bergleute, in der Neuzeit als Landwirte und Viehhalter, im 19. Jahrhundert auch als Fuhrmänner, Köhler und Obstbauern beschäftigt. 1828 zählte man 48 Häuser und 391 Einwohner. 1862 brannte das ganze Dorf aus.
Bis 1918/1919 gehörte der im Komitat Gemer und Kleinhont liegende Ort zum Königreich Ungarn und kam danach zur Tschechoslowakei beziehungsweise heute Slowakei.

## Bevölkerung
| Jahr                | 1994 | 2004    | 2014    | 2024     |
| ------------------- | ---- | ------- | ------- | -------- |
| Anzahl der Personen | 270  | 249     | 246     | 209      |
| Unterschied         |      | −7,77 % | −1,20 % | −15,04 % |

| Jahr                | 2023 | 2024    |
| ------------------- | ---- | ------- |
| Anzahl der Personen | 218  | 209     |
| Unterschied         |      | −4,12 % |

Nach der Volkszählung 2011 wohnten in Gočaltovo 251 Einwohner, davon 237 Slowaken, zwei Magyaren sowie jeweils ein Rom und Tscheche. 10 Einwohner machten keine Angabe zur Ethnie.
72 Einwohner bekannten sich zur Evangelischen Kirche A. B., 16 Einwohner zur evangelisch-methodistischen Kirche, 15 Einwohner zur römisch-katholischen Kirche, neun Einwohner zu den Zeugen Jehovas, vier Einwohner zu den Zeugen Jehovas und zwei Einwohner zur griechisch-katholischen Kirche. 124 Einwohner waren konfessionslos und bei 18 Einwohnern wurde die Konfession nicht ermittelt.

## Baudenkmäler
- evangelische Kirche aus dem Jahr 1736, die ursprünglich barocke Kirche wurde 1802 im klassizistischen Stil neu gestaltet[6]

## Verkehr
Durch Gočaltovo verläuft die Straße 2. Ordnung 526 zwischen Jelšava und Štítnik.